# Росільнянська сільська рада
| Росільнянська сільська рада — орган місцевого самоврядування у Богородчанському районі Івано-Франківської області з адміністративним центром у с. Росільна. Водоймища на території, підпорядкованій даній раді: річка Саджавка. Сільській раді підпорядковані населені пункти: - с. Росільна |

## Склад ради
Рада складається з 20 депутатів та голови.

### Керівний склад ради
| ПІБ                    | Основні відомості                                                               | Дата обрання | Дата звільнення |
| ---------------------- | ------------------------------------------------------------------------------- | ------------ | --------------- |
| Пасічняк Ігор Петрович | Сільський голова, 1966 року народження, освіта, позапартійна                    | 26.03.2006   | 31.10.2010      |
| Пасічняк Ігор Петрович | Сільський голова, 1966 року народження, освіта середня спеціальна, позапартійна | 31.10.2010   |                 |

Примітка: таблиця складена за даними джерела